# Hans Malmsten
Hans Mauritz Malmsten, född 31 augusti 1912 i Stockholm, död 27 augusti 1977, var en svensk ämbetsman. Han var en av de drivande krafterna bakom den moderna bostadspolitikens genomförande.
Malmsten, som var son till snickaren Gottfrid Malmsten och Hanna Nilsson, avlade ingenjörsexamen vid Tekniska skolan i Stockholm 1932 och diplomerades från Socialinstitutet i Stockholm 1935. Han blev byråföreståndare vid hälsovårdsnämnden i Eskilstuna stad  1937, inspektör vid länsarbetsnämnden i Malmöhus län 1945 och var länsbostadsdirektör i samma län 1948–1977. Han var ledamot av valnämnden 1963, taxeringsdistriktet, fastighetstaxeringsnämnden och kommittén för inventering av äldre byggnader. Han skrev artiklar i facktidskrifter i bostads- och byggnadsfrågor.